# Epidelaxia
Genre
Epidelaxia est un genre d'araignées aranéomorphes de la famille des Salticidae.

## Distribution
Les espèces de ce genre se rencontrent au Sri Lanka et en Inde.

## Liste des espèces
Selon World Spider Catalog (version 26, 05/03/2025) :
- Epidelaxia albocruciata Simon, 1902
- Epidelaxia albostellata Simon, 1902
- Epidelaxia bharathi Satkunanathan & Benjamin, 2024
- Epidelaxia falciformis Asima, Caleb, Prasad & Joseph, 2025
- Epidelaxia obscura Simon, 1902
- Epidelaxia palustris Asima, Caleb, Prasad & Joseph, 2025
- Epidelaxia somasundaram Satkunanathan & Benjamin, 2024

## Systématique et taxinomie
Ce genre a été décrit par Simon en 1902 dans les Salticidae.

## Publication originale
- Simon, 1902 : « Description d'arachnides nouveaux de la famille des Salticidae (Attidae) (suite). » Annales de la Société Entomologique de Belgique, vol. 46, p. 24-56 & 363-406 (texte intégral).